# Notenschnecke

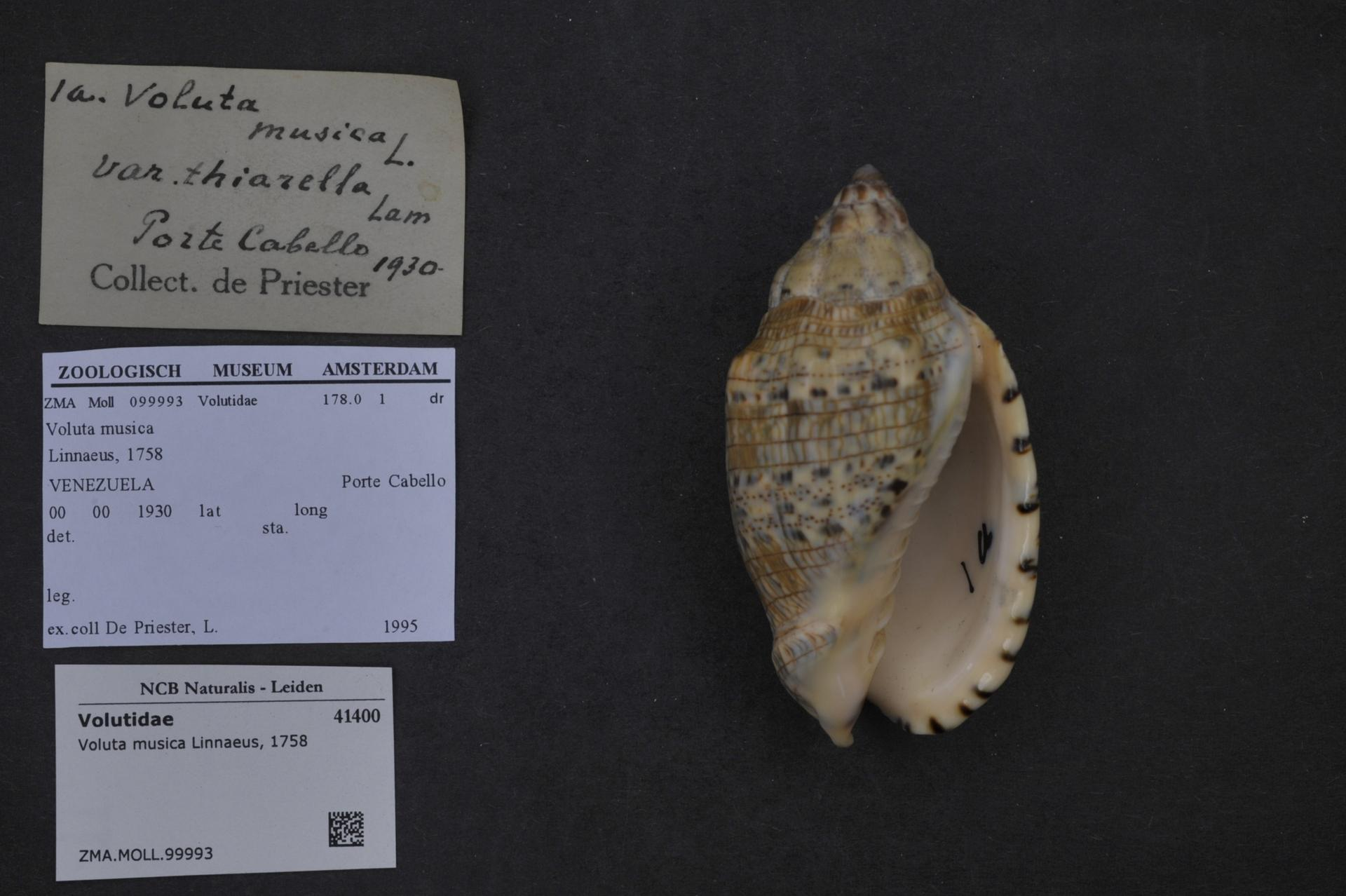
Voluta musica Linnaeus, 1758, Museumstück

Die Notenschnecke oder Notenwalze (Voluta musica) ist eine Schnecke aus der Familie der Walzenschnecken (Volutidae), die an den Küsten Kolumbiens, Venezuelas, Surinames und der Antillen verbreitet ist. Sie ernährt sich von Schnecken und Muscheln.

## Merkmale
Das ei-kreiselförmige, sehr feste, axial gerippte Schneckenhaus von Voluta musica, das bei ausgewachsenen Schnecken eine Länge von etwa 8 bis 12 cm erreicht, hat ein knotiges Gewinde mit höckerigen Umgängen und eine rückwärts gebogene Columella mit bis zu 8 Falten, von denen die unteren am größten und die übrigen sehr klein sind. Die weißliche Oberfläche des Gehäuses ist mit 4 spiralig verlaufenden Binden gezeichnet, von denen die einen zarte braune parallel verlaufende Querstreifen oder abgesetzte Streifen aufweisen, während die anderen mit zusammengesetzten Punkten und größeren schwarzen Punkten versehen sind, die ein notenartiges Muster ergeben. Auch der umgebogene äußere Mündungsrand hat an der Innenseite gewöhnlich schwarze Flecken.
Das hornige Operculum ist zugespitzt eiförmig und nimmt etwa 20 % der Länge der Gehäusemündung ein.
Die Schnecke ist wie das Gehäuse weißlich und mit einem sehr ähnlichen Muster gezeichnet. Die beiden kleinen schwarzen Augen sitzen am Grunde der Fühler.

## Verbreitung
Die Notenschnecke lebt in atlantischen Gewässern Südamerikas und im Karibischen Meer, und zwar an den Küsten Kolumbiens östlich von Santa Marta (ab Ensenada de Chengue), Venezuelas, Surinames und der Kleinen Antillen, vereinzelt auch vor Haiti, der Dominikanischen Republik, Puerto Rico und den Jungferninseln. Von der Hebräischen Walzenschnecke in Brasilien ist sie durch die Süßwasserbarriere an der Amazonasmündung isoliert.

## Lebensraum und Lebensweise
Die Notenschnecke lebt auf körnigem Sand von Kalk oder Schiefer in Tiefen von 2 bis etwa 40 Metern, fehlt aber auf schlammigen Böden, Mineralsand und in Wasser mit zu geringem Salzgehalt. Die Schnecke ist nachtaktiv und vergräbt sich tagsüber etwa 5 bis 10 cm tief im Sand. Obere Gehäuseteile, die nicht regelmäßig vergraben werden, sind oft von Bohrschwämmen (Cliona sp.) befallen oder von Algen besiedelt. Die Notenschnecke frisst Schnecken und Muscheln. Von Aas wird sie nicht angelockt, ausgenommen frisch getötete Mollusken.

## Lebenszyklus
Wie andere Neuschnecken ist Voluta musica getrenntgeschlechtlich. Das Männchen begattet das Weibchen mit seinem Penis. In der Zeit von Mai bis November (in Venezuela bevorzugt im August, in Grenada Juni und Juli) befestigt das Weibchen etwa 4 bis 5 durchscheinende, halbkugelige Eikapseln einzeln an der flachen Seite in einer leeren Muschelschale. Die Entwicklung zur fertigen Schnecke läuft in Gänze innerhalb der Eikapseln ab, die etwa 1,8 bis 2,5 cm groß sind und je 5 bis 6 Eier in einem dickflüssigen Nährmedium enthalten. Pro Kapsel entwickeln sich bis zu 5 (meist 3 bis 4) Schnecken. Nach etwa zwei bis drei Monaten, in der Zeit von August bis Januar, schlüpfen junge Schnecken, die nach Messungen in Venezuela etwa 7 mm lange Gehäuse haben, in Grenada etwa 9 bis 10 mm und in Trinidad und Tobago etwa 11 bis 12 mm lange Gehäuse. Wegen des fehlenden pelagischen Veliger-Stadiums hat die Schnecke ein begrenztes Verbreitungsgebiet und eine recht starke lokale Differenzierung.

## Natürliche Feinde
Zu den wichtigsten Fressfeinden der Notenschnecke gehört die Karibik-Languste (Panulirus argus), die mit ihren Mandibeln die kräftige Schale der Schnecke knacken kann. Ein weiterer Feind ist der Gemeine Krake (Octopus vulgaris).

## Nutzung durch den Menschen und Gefährdung
Voluta musica wird wegen ihres Gehäuses gesammelt, das als Schmuck verkauft wird. Darüber hinaus wird das Fleisch gegessen. Wegen Überfischung wird die Art unter anderem in Venezuela als gefährdet eingestuft.